# Halálos árnyék (film)
A Halálos árnyék (eredeti cím: The Dark Half)  1993-ban bemutatott amerikai horrorthriller, amit George A. Romero rendezett, főszereplője Timothy Hutton. A film Stephen King azonos című regényéből készült, melyben egy regényírót saját életre kelt írói álneve terrorizál.

## Cselekmény
A film főhőse Thad Beaumont, akit fiatal korában gyakran kínoznak migrének, mígnem egy nap elájul iskolába menet. Kórházba szállítják, ahol az orvosok, agyműtétje közben megdöbbentő felfedezést tesznek: a fiú agyában dermoid cisztát találnak, ami ki nem fejlődött ikertestvére maradványait tartalmazza, úgy mint fogakat, körmöket és egy szemet. A kioperálást követően láthatóan minden visszazökken a normális kerékvágásba.
Évtizedekkel később Beaumont már mint sikeres író éli rendezett életét, igaz, írói sikereit nem a saját nevén publikált műveknek, hanem a George Stark álnéven írt horrorregényeknek köszönheti. Miután egy férfi rájön az író „kettős életére” megpróbálja megzsarolni, ezért Beaumont úgy érzi ideje eltemetnie minden formában Starkot. Meg is szervez egy temetést, ahol még sírt és sírkövet is állíttat álnevének és megfogadja, hogy ezentúl saját névvel jelenteti meg minden könyvét. Ám másnap baljós dolgok történnek: a sírt feldúlva találják, olyan állapotban, mintha kimászott volna belőle valaki. Nem sokkal később a temetési ceremóniáról fényképeket készítő fényképész összevert holttestét találják meg, hamarosan pedig a zsaroló megcsonkított tetemére bukkannak annak lakásában. A brutális gyilkosságok igencsak felzaklatják Beaumont-ot és környezetét, már csak azért is, mert a helyszíneken az író ujjlenyomatait találták meg, akinek viszont alibije van a gyilkosságok idejére. Ennek ellenére a véres gyilkosságok folytatódnak és Beaumont sejteni kezdi, hogy az elkövető nem lehet más, mint az álneve, a sötét ikertestvére, Stark, aki valamilyen érthetetlen módon életre kelt, és véres hadjáratának célja, hogy új regény megírására bírja Beaumont-ot, mivel csak így bír életben maradni. Amikor Stark aztán már a feleségét és ikergyerekeit is célba veszi Beaumont felveszi a kesztyűt, hogy egyszer és mindenkorra leszámoljon Starkkal...

## Szereplők
| Szerep                       | Színész         | Magyar hang   |
| ---------------------------- | --------------- | ------------- |
| Thad Beaumont / George Stark | Timothy Hutton  | Jámbor József |
| Liz Beaumont                 | Amy Madigan     | Oláh Zsuzsa   |
| Alan Pangborn sheriff        | Michael Rooker  |               |
| Reggie Delesseps             | Julie Harris    | Molnár Erika  |
| Fred Clawson                 | Robert Joy      | Jantyik Csaba |
| Mike Donaldson               | Kent Broadhurst |               |
| Shayla Beaumont              | Beth Grant      |               |
| Miriam Cowley                | Rutanya Alda    |               |
| Rick Cowley                  | Tom Mardirosian |               |

## Érdekességek
- A film két évig dobozban volt, mivel az azt készítő Orion Pictures időközben csődbe ment.
- George Stark neve utalás a sorozatgyilkos Charles Starkweather-e.[1]
- A történet önéletrajzi ihletésű King által, mert ő is számos könyvet írói álnév alatt adott ki.